# ブラジル風バッハ
『ブラジル風バッハ』（伯: Bachianas Brasileiras）は、エイトル・ヴィラ＝ロボスの代表作。楽器編成や演奏形態の異なる9つの楽曲を集成した曲集ないしは組曲で、個々の作品の成立年代も1930年から1945年までと様々である。「ブラジル風バッハ」という日本語訳は、「ブラジルの民俗音楽とバッハの作曲様式の融合」というヴィラ＝ロボスの意図をうまく捉えてはいるが、原題の「バッハ風・ブラジル風の音楽」という本来の意味を必ずしも反映してはいないため、現在では訳さずに「バシアーナス（あるいはバキアーナスまたはバッキャーナス）・ブラジレイラス」とも呼ばれる。
ヴィラ＝ロボスはパリに遊学した際に、新古典主義音楽の洗礼を受けており、その影響もあってか「トッカータ」「フーガ」といった題名の擬似バロック的な楽章が含まれる反面、「エンボラーダ」「カイピラの小さな汽車」のように民族的な題名をもつものも見受けられる。内容から見ても、第1番のように題名に比較的忠実なもの、第2番のようにジャズの影響が顕著なもの、第3番のように新古典主義の理想により忠実なもの、第5番のように国民楽派の傾向が鮮明なものとに分かれている。しかしながら、民族的なリズムや旋法による旋律を、多声的に処理するという姿勢においては首尾一貫している。それゆえに「現代版（またはブラジル版）のブランデンブルク協奏曲」と呼ぶこともある。

## 第1番
1932年作曲。8本のチェロのための作品。
1. 序奏（エンボラーダ） Introdução: Embolada
2. 前奏曲（モヂーニャ） Prelúdio: Modinha
3. フーガ（対話） Fuga: Conversa

## 第2番
1933年作曲。室内オーケストラのための作品。1、2．4楽章は初期のチェロとピアノのための作品、3楽章はピアノ曲からの改作であり、それぞれの題名から標題的な傾向が鮮明である。しかもサクソフォーンの活躍が目立ち、ジャジーなテイストも濃厚である。
1. 前奏曲（ならず者の唄） Prelúdio: O Canto do Capadocio
2. アリア（祖国の唄） Ária: O Canto da Nossa Terra
3. 踊り（藪の思い出） Dança: Lembrança do Sertão
4. トッカータ（カイピラの小さな汽車） Tocata: O Trenzinho do Caipira

## 第3番
1934年作曲。ピアノと管弦楽のための協奏的作品。
1. 前奏曲（ポンテイオ） Preludio: Ponteio
2. 幻想曲（脱線） Fantasia: Devaneio
3. アリア（モヂーニャ） Ária: Modinha
4. トッカータ（きつつき） Toccata: Picapau

## 第4番
ピアノ曲として構想（1930年-41年）。1942年改訂版により管弦楽化。
1. 前奏曲（序奏） Preludio: Introducao
2. コラール（藪の歌） Coral: Canto do Sertão
3. アリア（賛歌） Ária: Cantiga
4. 踊り（ミゥヂーニョ） Danza: Miudinho

## 第5番
1938年作曲、1945年改訂。ヴィラ＝ロボスの最も有名な作品である。ソプラノ独唱と8つのチェロのための作品だが、ストコフスキーはアンナ・モッフォと組んだ録音において、「オリジナルは8本のチェロが伴奏する形で書かれている。しかしヴィラ＝ロボス自身が、さらに4本のチェロを部分的に追加し、2本のコントラバスによってバスの旋律的な流れを補強しようと考えていた」と述べている。
1. アリア（カンティレーナ） Ária: Cantilena ：ヴォカリーズに始まりハミングで復唱される有名な旋律。中間部の歌詞はルツ・ヴァラダレシュ・コレア（Ruth Valadares Correa）による。
2. 踊り（マルテロ） Dança: Martelo ：マヌエル・バンデイラ（英語版）の歌詞による。

## 第6番
1938年作曲。フルートとファゴットのための作品。
1. アリア（ショーロ） Aria: Choro
2. 幻想曲 Fantasia

## 第7番
1942年の管弦楽曲。

### 初演
1944年3月13日に作曲者自身の指揮により、リオデジャネイロ市立劇場管弦楽団によって演奏された。

### 編成
フルート2、オーボエ2、イングリッシュホルン、クラリネット2、バスクラリネット、ファゴット2、コントラファゴット、ホルン4、コルネット3、トロンボーン4、チューバ、ティンパニ、木琴、チェレスタ、ハープ、弦五部。

### 構成
1. 前奏曲（ポンテイオ） Preludio: Ponteio　4/4拍子
2. ジグ（カイピラ風カドリーユ） Giga: Quadrilha Caipira 6/8拍子
3. トッカータ（一騎討ち） Toccata: Desafio
4. フーガ（対話） Fuga: Conversa

## 第8番
1944年の管弦楽曲。

### 初演
1947年8月6日に作曲者自身の指揮により、ローマの聖チェチーリア管弦楽団により行われた。

### 編成
ピッコロ、フルート2、オーボエ2、イングリッシュホルン、クラリネット2、ファゴット2、コントラファゴット、ホルン4、コルネット4、トロンボーン4、チューバ、ティンパニ、打楽器、弦五部。

### 構成
1. 前奏曲 Preludio  4/4拍子　ヴィオラが奏でる旋律にチェロが加わる。主部のアンダンテでは弦の伴奏を伴い、金管が主題を提示する。
2. アリア（モヂーニャ） Aria: Modinha
3. トッカータ Toccata: Catira batida
4. フーガ Fuga

## 第9番
1945年作曲。無伴奏合唱版と弦楽合奏版の2つがあるが、前者は滅多に上演されない（ただし、サンパウロ交響楽団合唱団による音源が入手可能である）。
1. 前奏曲  Preludio: Vagaroso e mistico
2. フーガ  Fuga: Poco apressado